# Gdrayma
Gdrayma (auch Jidhreimah; arabisch قضريمة, DMG Qiḍraima) ist ein Dorf in der Provinz Asir im Süden Saudi-Arabiens. Gdrayma liegt 460 Meter über dem Meer und hat rund 5000 Einwohner (Stand 2010). Im Jahr 2016 hatte es 3000 Einwohner.